# Marxista közgazdaságtan

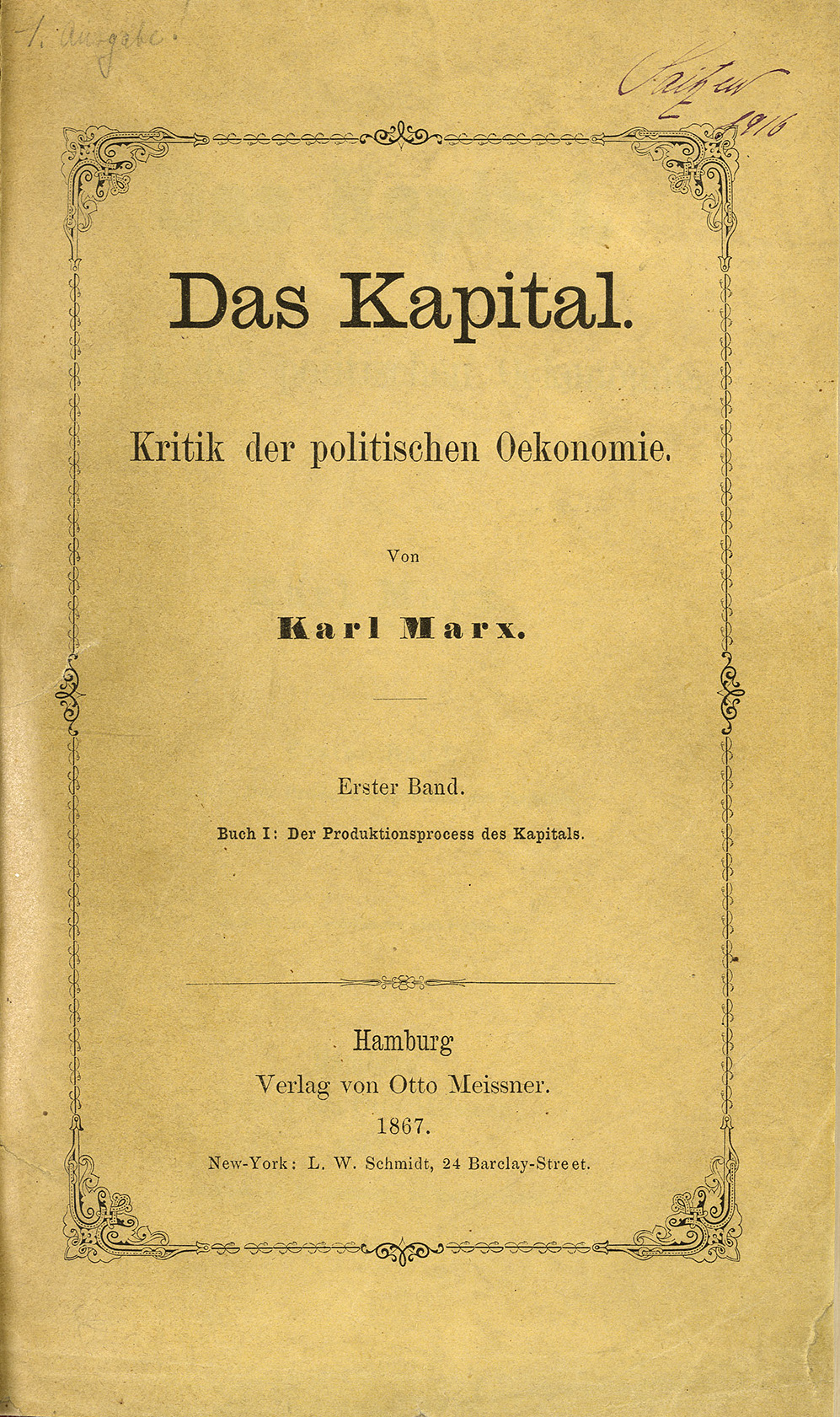
Marx: A tőke (1867-es kiadás) címlapja

A marxista közgazdaságtan azon közgazdászok tudományos iskolája, akik valamilyen formában továbbvitték Karl Marx és Friedrich Engels gondolatait. Egyesek közülük nagyobb mértékben hűek az eredeti marxi gondolatokhoz, mások azonban azt csak kiindulópontnak tekintik, és jelentősen változtattak rajta, fejlesztették azt. A marxiánus iskola a klasszikus közgazdaságtani iskola része. A főáramú neoklasszikus iskolával szemben a heterodox közgazdaságtan nagyobb gyűjtőfogalmába tartozik.

## Értékfogalmak, értékelmélet
Karl Marx munkaérték-elmélete szerint – amelyet legteljesebben A tőke első kötetében (amely A politikai gazdaságtan bírálata alcímet viseli) fejtett ki – a javak értéke a beléjük fektetett munkából származik. Ezért a pénzt általános csereeszközként való használat szempontjából csupán potenciális értéknek nevezhetjük, mert a munka által létrejött értéktöbblet realizálása csak értékesítés útján lehetséges. Az értékesítés egy árucsere-folyamat, melyben az eladó a birtokában lévő értéket (információt, tárgyat vagy szolgáltatást) egy megegyezett áron elad a vevőnek, azaz birtoktárgyát fizetségre cseréli. Ez a fizetség történelmileg valami közvetlenül használható tárgyból (például jószág, vagy szerszám) idővel elvont fogalmú pénzzé változott, de a csere lényege nem változott meg. A csere ugyanis kortól függetlenül feltételezi, hogy mind az öt feltétele egyidejűleg létezik: 1) áru, 2) eladó, 3) vevő, 4) csereeszköz és 5) megegyezés. A csere csak abban az esetben jöhet létre, ha az kölcsönös előnyöket nyújt mindkét félnek. Általánosságban tehát megállapíthatjuk, hogy az érték a munkavégzésből származó értéktöbblet értékesítéséből keletkezik.
A csere alapját olyan áru képezheti, amiből tulajdonosának feleslege van. Az emberiség hajnalán ilyen felesleg nem létezett, mert mindenki csak szükségletei szerint gyűjtögethetett. Csak a munkamegosztás kialakulásával kezdődhetett el a cserekereskedelem, és csupán az ősközösség felbomlásával kialakult társadalmi rangsor hozhatta létre azt a jelenséget, mikor a munkavégző képesség, a munkaerő maga áruvá válhatott. Ez a jelenség a szolga-rabszolga-munkás fejlődésen keresztül jutott el a mai kor állapotáig, mikor a társadalom túlnyomó többsége munkavállalóként éli életét, azaz az egyetlen számára értékesíthető áru a saját munkaereje, amit a munkavégző képességét fenntartó ún. munkabérért ad el a munkapiacon. Ez a munkaerő egy termelési folyamatba helyezve folyamatosan értéket termel a folyamat tulajdonosa(i) számára. Ebből a tényből származik a munkaerő-kizsákmányolás fogalma, ami a termelési eszközök társadalmasításához vezetett a szocialista-kommunista országokban a társadalom jövedelemelosztásának egységesítését szolgaló társadalmi kísérlet során.
A pénz forrásának tehát a munkabér tekinthető, de a gazdaság (és ezzel a társadalmi jólét) növekedését a termelési folyamatból származó áru felhasználásra való értékesítéséből szerzett jövedelem (a bevétel és a visszafektetés különbsége) képezi, amit tőkepénznek (illetve egyszerűen tőkének) hívnak, mint azt a következő egyszerűsített rendszerdinamikus ábra is mutatja:
Ezen az ábrán a vastag nyilak a pénz (érték) áramlását, a vékonyak pedig az információk áramlását jelzik. Az ábra egy adott termék termelési folyamatát ábrázolja. Ugyan a fizikai folyamat részei a nyersanyagnak, termék és fogyasztás útján való hulladékká alakítását írják le, témánk szempontjából most annak pénzügyi vezérlése érdekes. Ez a pénzügyi folyamat a tőkéből indul, mely beruházáson keresztül létrehozza a folyamat tárgyi feltételeit és a raktárkészlet értékesítésére felállít egy marketinget, piaci szervezetet, mellyel kielégíti a termék iránt jelentkező (sok esetben létrehozott) piaci igényeket (a termék keresletét). Az értékesítésből származó bevétel azután a számított hatékonysági mutatók alapján felosztódik és egy része a beruházáson keresztül visszakerül a folyamatba nyersanyag-vásárlásra, termelési eszközök fejlesztésére és a munkaerő kifizetésére, valamint a piacolás költségeinek fedezésére, másik része pedig profitként a tőke részévé válik. Ebből a képből látható a vállalati rangsor is: a munkások végzik a termeléssel és karbantartással kapcsolatos tevékenységeket az alsószintű vezetés irányítása alatt. A középszintű vezetés a vállalat irányításához szükséges feladatokat lát el, azaz menedzseli a vállalatot a felsőszintű vezetőknek a vállalati jövedelem optimalizálása érdekében kijelölt irányelvei alapján. A tulajdonos a tőke hatékony felhasználásáról gondoskodik, azaz elhatározza, hogy az alternatív lehetőségek közül ebbe, vagy más tevékenységbe fektesse-e be tőkéjét. A modern vállalatszervezési és vezetési elméleteknek megfelelően e szerepek rendszerint ma már nincsenek „személyre szabva”, azaz a vállalat dolgozói – a vállalkozás tagjai – időnként különböző szerepkörökben is tevékenykednek (például a munkásokat bevonják az alsó- és középszintű vezetési döntéshozatal folyamatába, vagy a köztulajdonú vállalatok tulajdonosi szerepét az részvények tulajdonosai képviseletében az igazgatói tanács gyakorolja). A lényeg mégsem változik, mert a hatalom a döntéshozatalban van, és amíg a magántulajdon társadalmi biztosítékai érintetlenek, a tulajdonos hatalmát csupán saját rossz értékítélete vonhatja kétségbe tőkéjének elvesztésével.
A nemzeti szintű gazdasági vezetők (a nemzeti bankok) a vállalati tevékenységet a pénzkészlet ellenőrzésén keresztül befolyásolják. Ez úgy történik, hogy a kamatlábak változtatásával a tőke hozama megváltozik, és a tulajdonos ennek ismeretében dönt pénzének ide vagy oda való befektetéséről. Ennek megfelelően egy adott vállalat vezetőinek rendelkezésére több, vagy kevesebb pénz jut beruházási célokra, aminek következtében ők a termelést fokozzák, vagy visszafogják. A sztereotip tőkés „pénz hatalma” ebben a környezetben a rangsor alján lévő munkások életét befolyásoló változásokban nyilvánul meg leginkább, amik személyes hatásait az ún. társadalmi védőhálók hivatottak tompítani.

## Főbb képviselői
Főbb marxiánus közgazdászok:
- Paul Baran
- Paul Sweezy
- Tapia
- Michael Roberts
- Gugliemo Carchedi

Részben Marxra is támaszkodó, ám alapvetően nem marxiánus közgazdászok:
- Michał Kalecki
- Anwar Shaikh